# Joseph Rea Reed
Joseph Rea Reed (* 12. März 1835 im Ashland County, Ohio; † 2. April 1925 in Council Bluffs, Iowa) war ein US-amerikanischer Jurist und Politiker. Zwischen 1889 und 1891 vertrat er den Bundesstaat Iowa im US-Repräsentantenhaus.

## Werdegang
Joseph Reed besuchte die öffentlichen Schulen seiner Heimat und dann zwischen 1854 und 1857 die Vermillion Institution in Hayesville. Im Jahr 1857 zog Reed in das Dallas County in Iowa. Nach einem anschließenden Jurastudium und seiner im Jahr 1859 erfolgten Zulassung als Rechtsanwalt begann er in seinem neuen Wohnort Adel in seinem neuen Beruf zu praktizieren. Während des Bürgerkrieges war Reed von 1861 bis 1865 Offizier in der Armee der Union. Dabei erreichte er bei Kriegsende den Rang eines Hauptmanns. Nach dem Krieg setzte er seine Anwaltstätigkeit in Adel fort.
Politisch war Reed Mitglied der Republikanischen Partei. In den Jahren 1866 und 1868 wurde er in den Senat von Iowa gewählt. Im Jahr 1869 zog Reed nach Council Bluffs. Zwischen 1872 und 1884 war er Richter am Bezirksgericht, und von 1884 bis 1889 Richter am Iowa Supreme Court. 1888 wurde er im neunten Wahlbezirk von Iowa in das US-Repräsentantenhaus in Washington, D.C. gewählt. Dort trat er am 4. März 1889 die Nachfolge von Joseph Lyman an. Da er bei den Wahlen des Jahres 1890 dem Demokraten Thomas Bowman unterlag, konnte er bis zum 3. März 1891 nur eine Legislaturperiode im Kongress absolvieren.
Zwischen 1891 und 1904 führte Reed den Vorsitz am United States Court of Private Land Claims, einem Bundesgericht, das sich mit privaten Landansprüchen befasste. Danach arbeitete er wieder als Anwalt in Council Bluffs. Joseph Reed starb am 2. April 1925 im Alter von 90 Jahren.